# Мельхиор, Иоганн Петер
Иоганн Петер Мельхиор (нем. Johann Peter Melchior; 8 марта 1747 или 12 октября 1742, Lintorf, Дюссельдорф — 13 июня 1825, Нойхаузен-Нимфенбург) — немецкий скульптор-фарфорист.

## Биография
Родился в 1747 году в пригороде Ратингена (который сегодня сам рассматривается, как пригород Дюссельдорфа) в семье Петера Мельхиора (ум. 1758) и его жены Марии, урождённой Киршбаум (ум. 1754). После ранней смерти родителей с интервалом в 4 года воспитывался мачехой и её новым мужем.
В возрасте 16 лет начал учится ремеслу резчика по дереву в Дюссельдорфе. Затем переехал в Ахен, где поступил в ученики к скульптору. В начале 1760-х годов посетил Францию, Кёльн и Кобленц, после чего не позднее 1765 года прибыл в Майнцское курфюршество, где стал сперва скульптором (модельмейстером) фарфоровой мануфактуры Хёхст (1768), а затем и придворным скульптором (1770). В этот период Мельхиор познакомился с Гёте и создал его барельефный портрет (1775).
В дальнейшем работал скульптором на Франкентальской (1779—1793) и нимфенбургской  (1797—1822) фарфоровых мануфактурах.
Помимо моделей для фарфоровых скульптур, выполнял также скульптуры и барельефы из других материалов.
С 1770 года был женат на Марии Барбаре Пац (свадьба состоялась в Майнце), от которой имел семь детей. В 1781 году опубликовал в Мангейме эссе по искусству.
Скончался Иоганн Петер Мельхиор в 1825 году в Нимфенбурге в Королевстве Бавария.
Сегодня скульптора помнят, как одного из наиболее талантливых немецких фарфористов XVIII столетия.
В Ратингене, родном городе скульптора, его именем названа улица (Иоганн-Петер-Мельхиор-штрассе). Ему также посвящена одна из экспозиций городского музея.

## Галерея

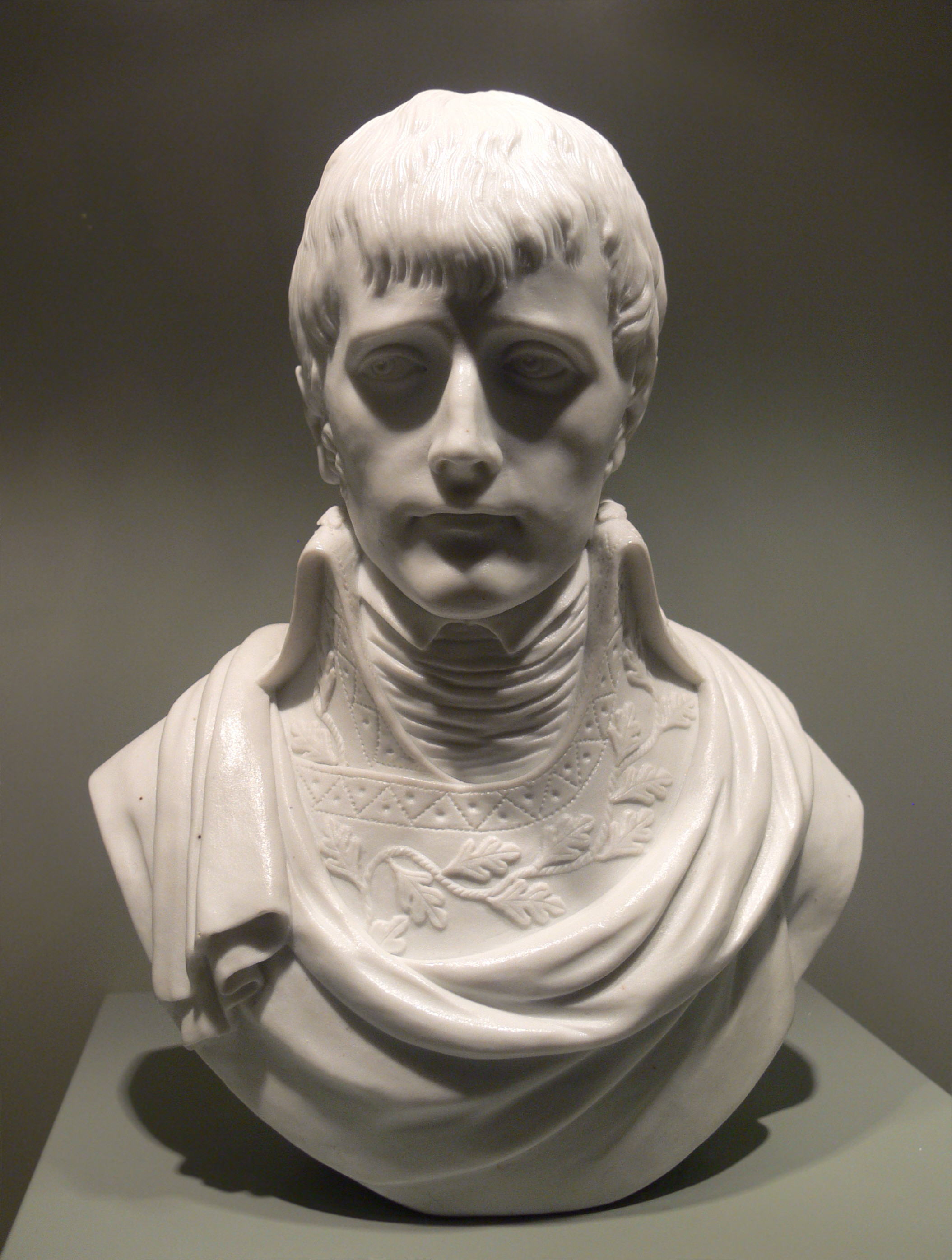
Бюст Наполеона (1801)
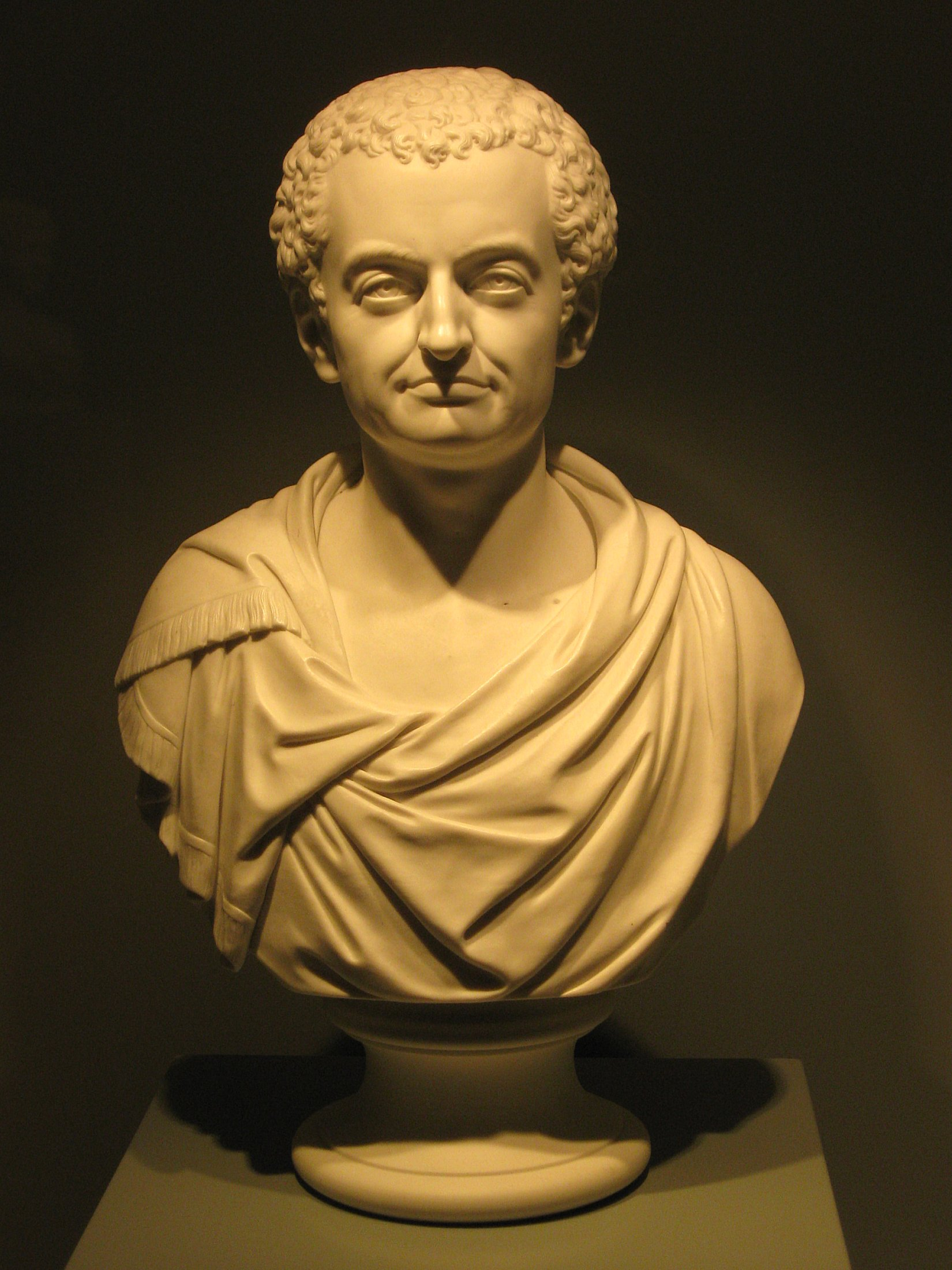
Бюст Максимилиана фон Монжела (1814)
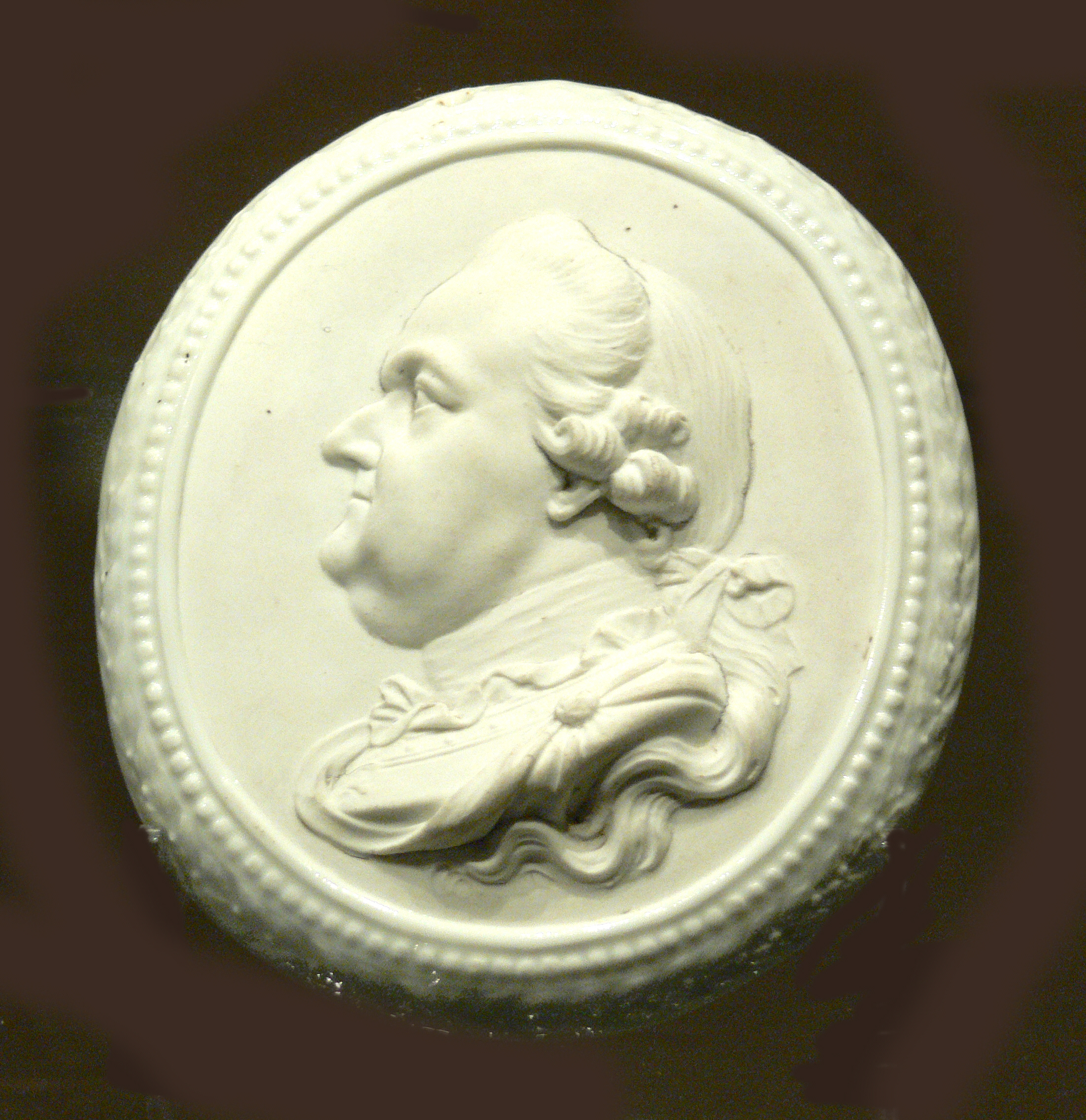
Портрет курфюрста Карла Теодора Баварского
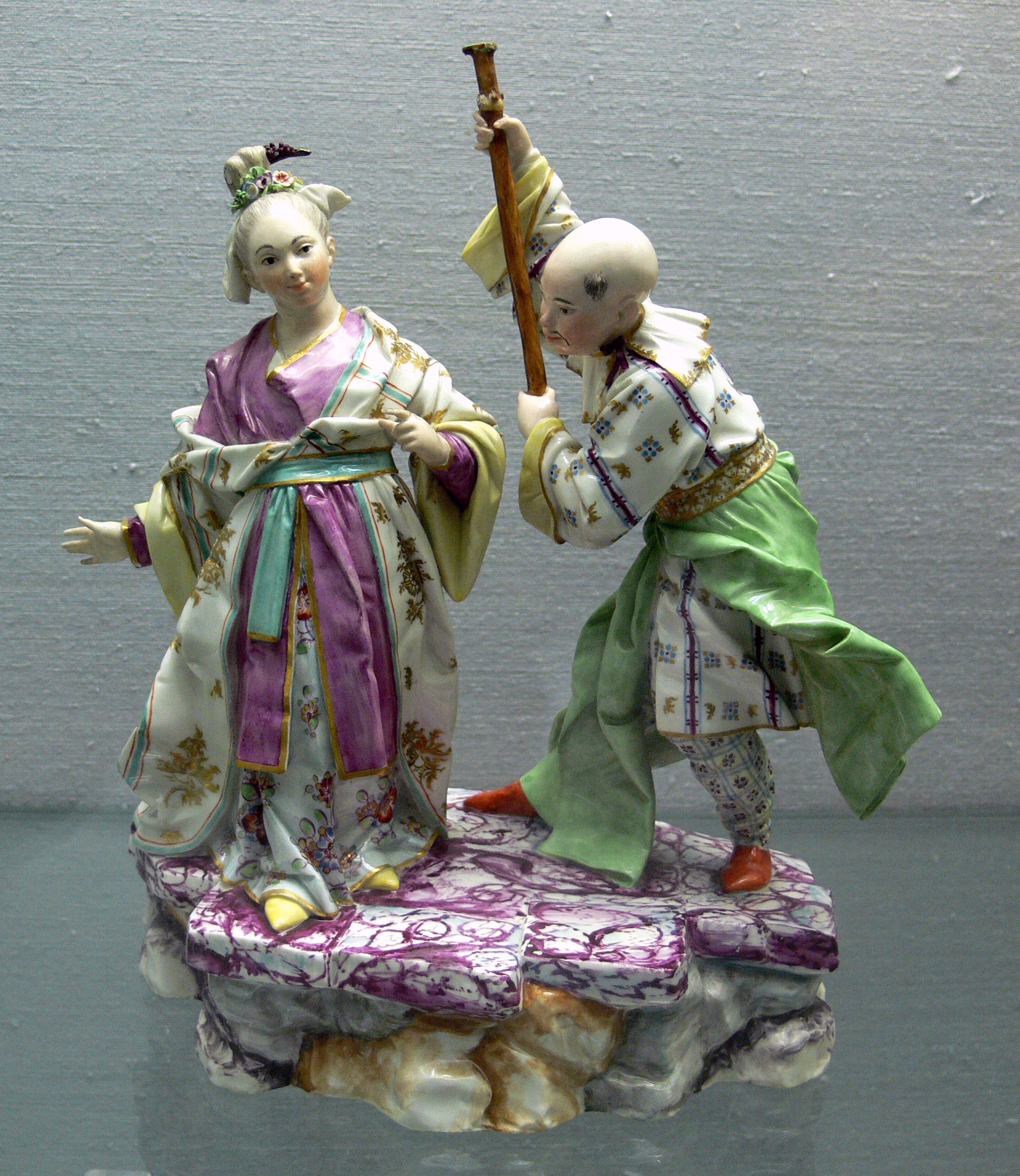
Китайская сценка (ок. 1770)
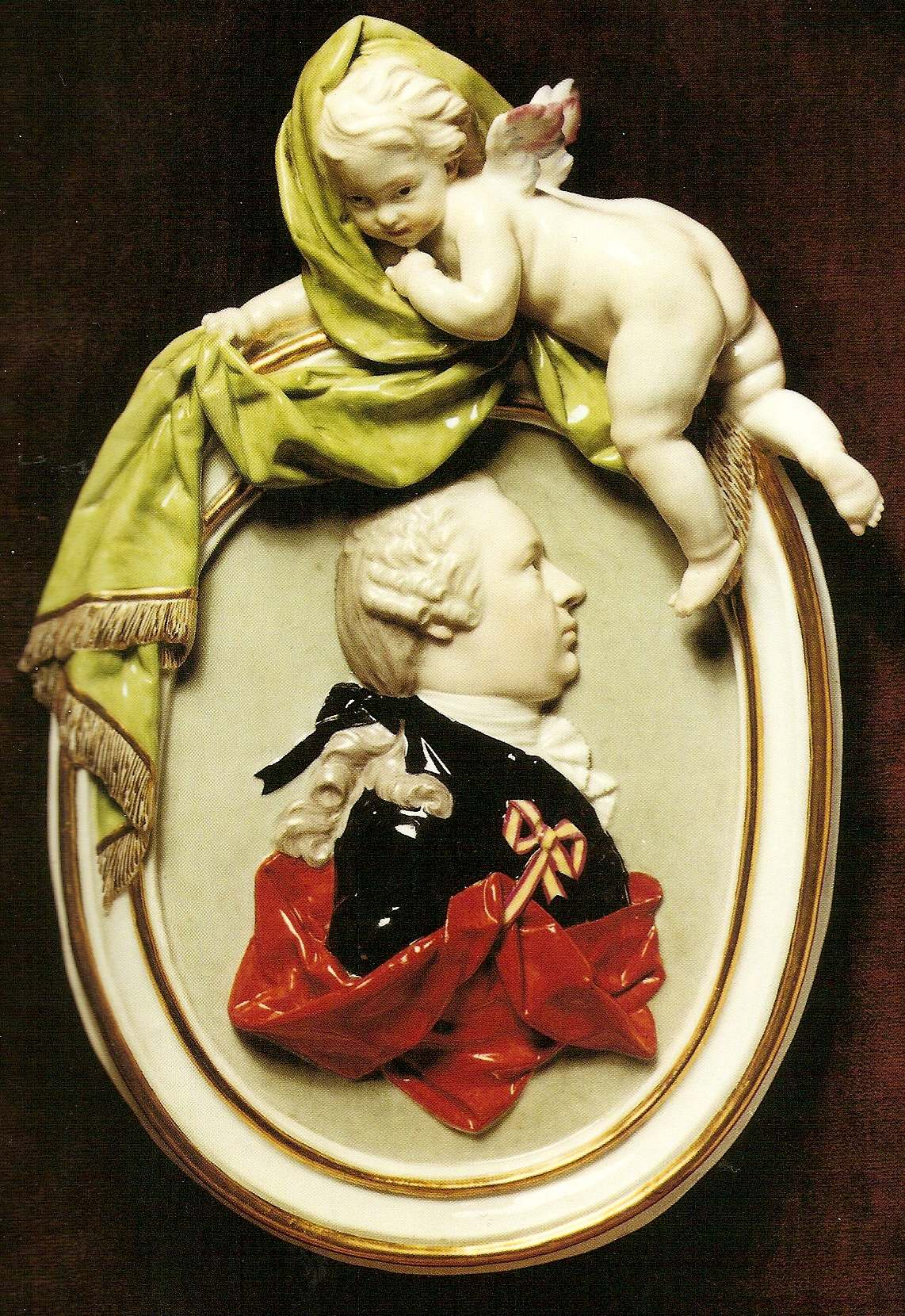
Портрет князя Карла Ансельма Турн-и-Таксис
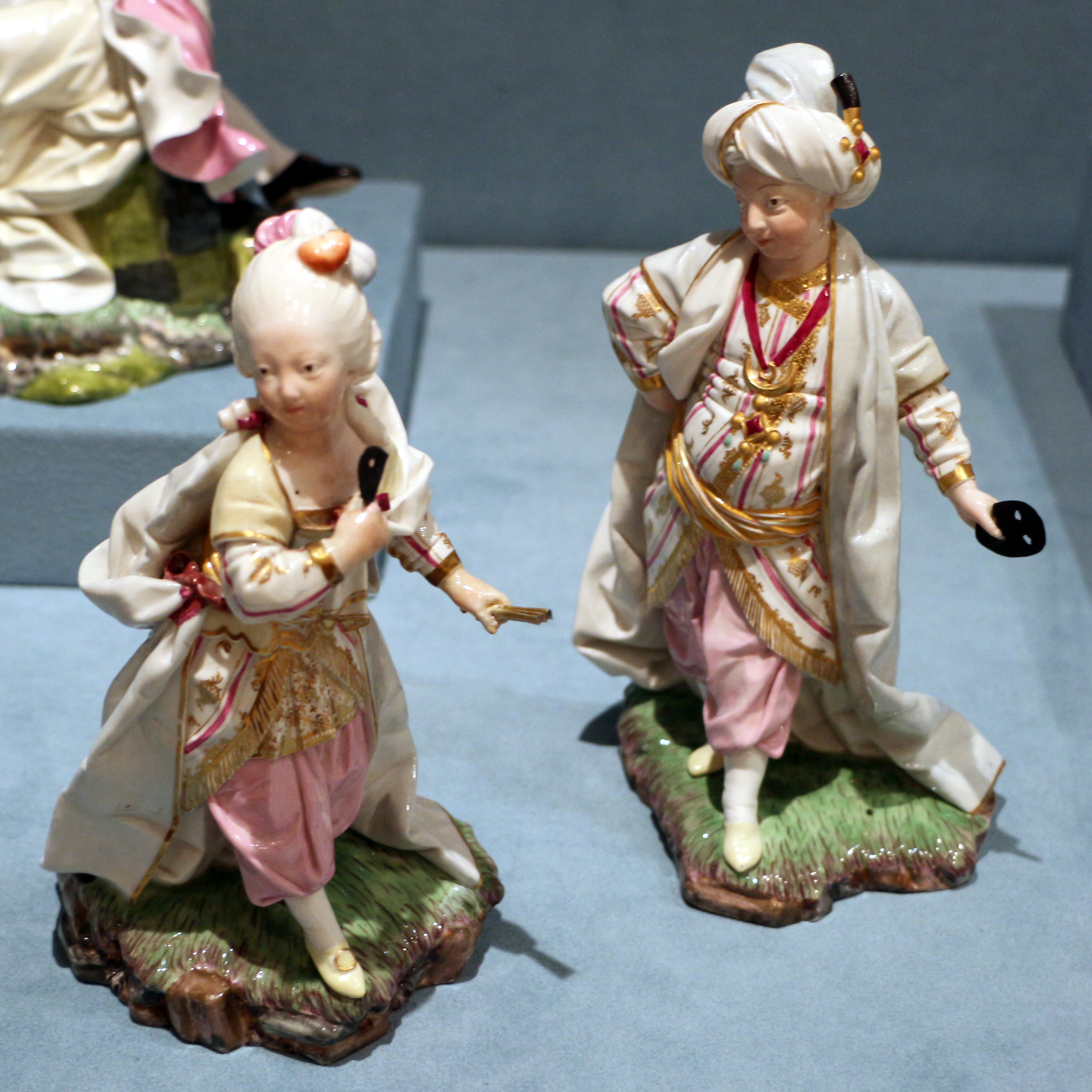
Турок и турчанка (маскарадные костюмы)